# Mariä Himmelfahrt (Eslarn)

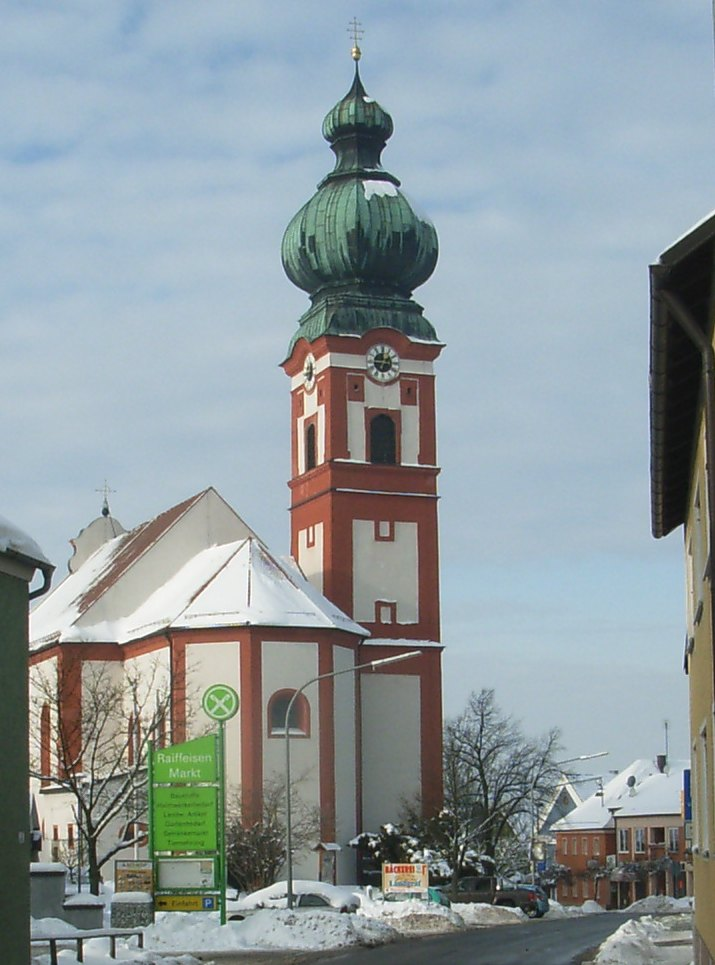
Kirche Mariä Himmelfahrt in Eslarn (2013)

Die Kirche Mariä Himmelfahrt ist die römisch-katholische Pfarrkirche von Eslarn im Oberpfälzer Landkreis Neustadt an der Waldnaab (Bayern).

## Geschichte
1326 wurde die Pfarrei Eslarn erstmals schriftlich erwähnt. Von 1550 bis 1625 war Eslarn evangelisch. 1603 war eine baufällige Kirche vorhanden, die im Dreißigjährigen Krieg völlig zerstört wurde. 1681 wurde der Bau einer neuen Kirche bewilligt, die 1689 fertig gebaut und geweiht war. Die Leitung des Baus hatte der Baumeister Johann Kirchberger aus Neustadt an der Waldnaab.

## Bauwerk
Ursprünglich hatte man beim Kirchenneubau den Westturm von der alten Kirche übernommen. Er wurde 1722 durch einen Turm nördlich des Chores ersetzt.
Bei einem Brand 1895 wurde der Turm stark beschädigt und der barocke Hochaltar brannte ab. 1910 wurden unter Leitung von Architekt Georg von Hauberrisser die beiden äußeren Treppentürmchen angebaut. 1927 erhielt der Turm eine Zwiebelhaube. Der rot-weiße Außenanstrich der Kirche stammt von einer Renovierung 1967/69. Die Eslarner Kirche ist eine barocke Saalkirche. Sie ist eine Wandpfeilerkirche, bei der die Pfeiler aus den Wänden hervortreten und so die langen Seitenwände in Kapellen unterteilen. In die Seitenkapellen sind Emporen eingezogen. Am Gewölbe wurde aus Geldgründen auf Stuckaturen und Gemälde verzichtet.

## Innenausstattung

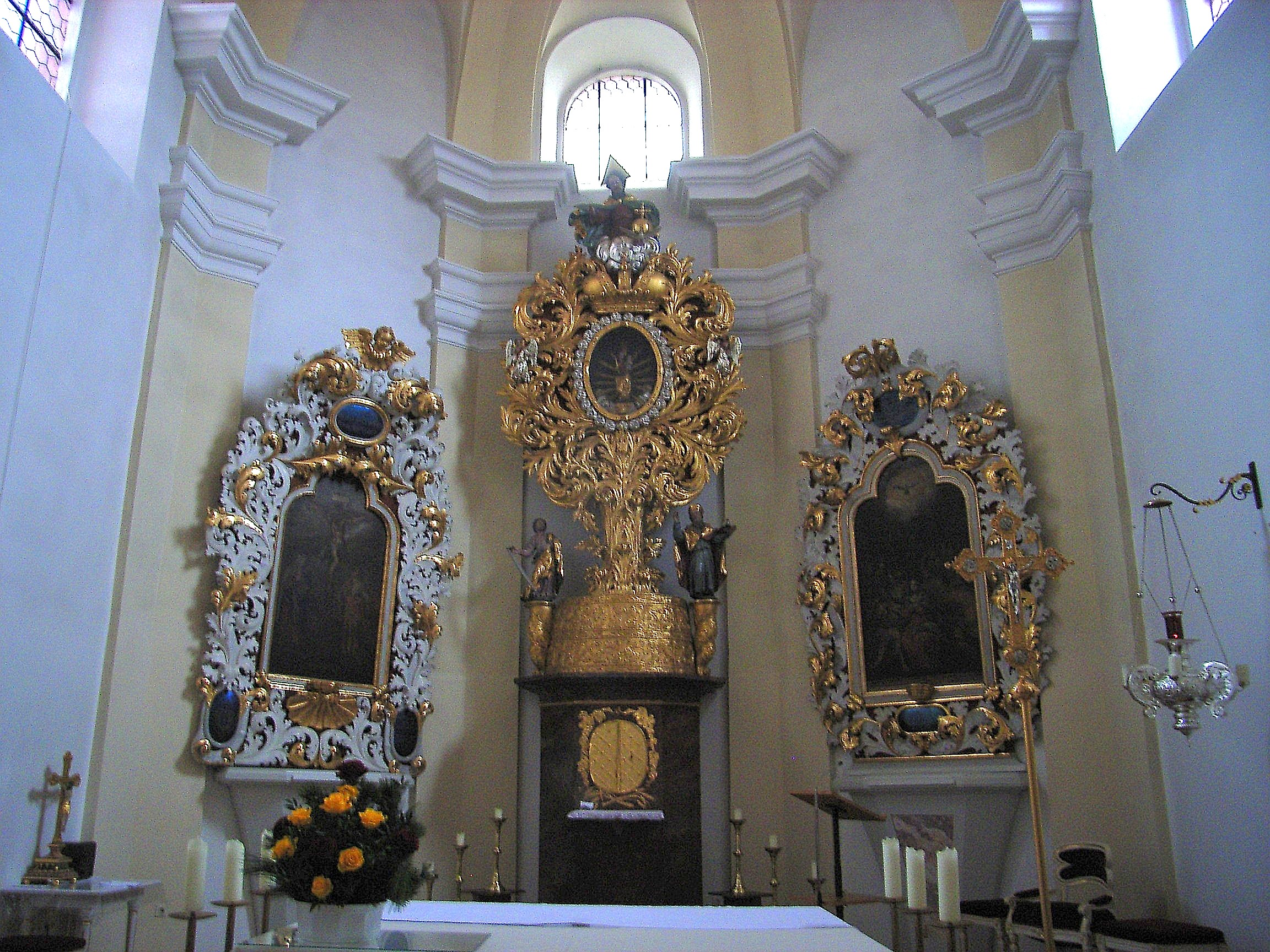
Eslarner Kirche Akanthusaltäre

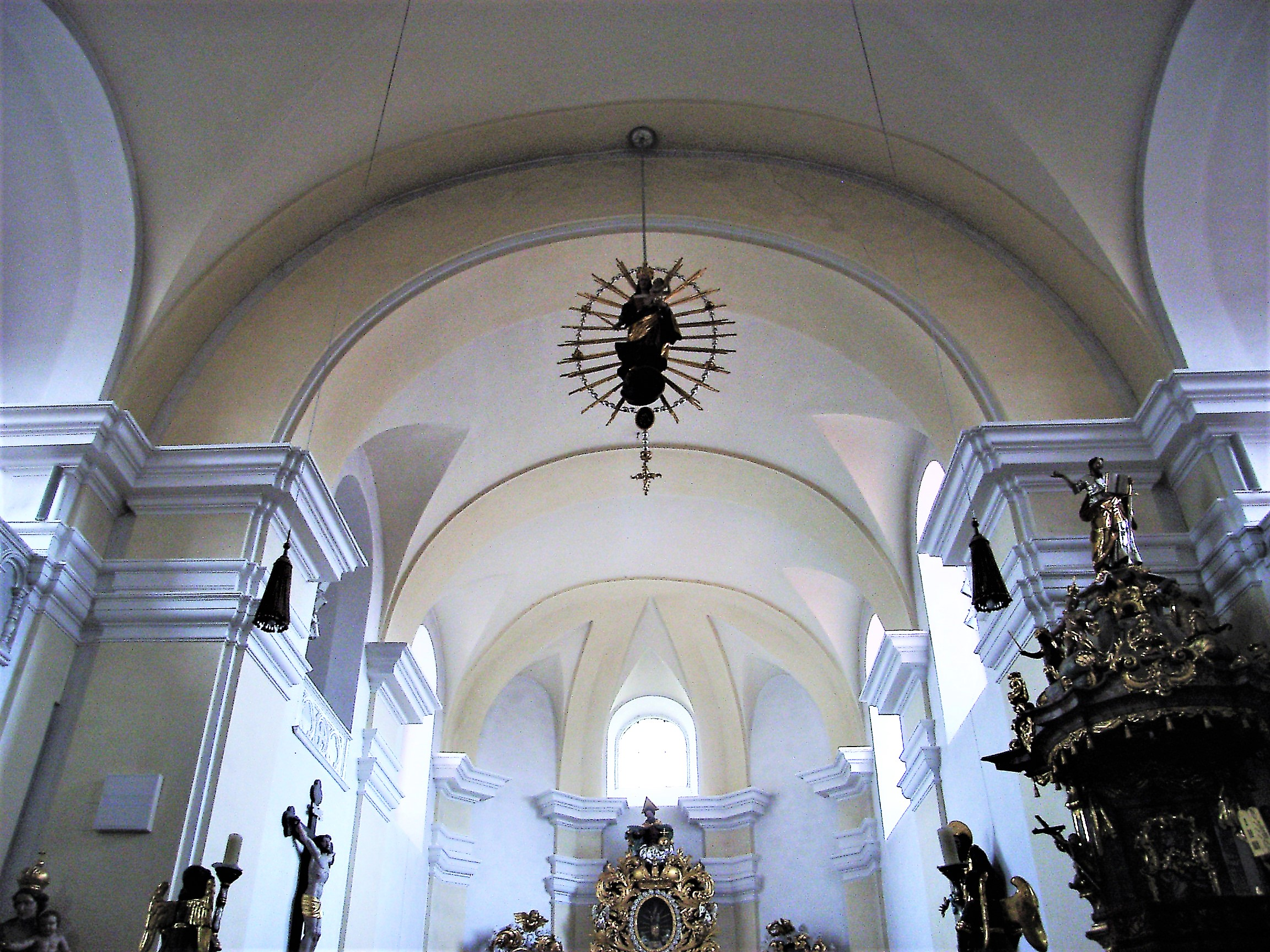
Eslarner Kirche Rosenkranzmadonna

### Hochaltar
Die heutige (2013) Aufstellung der Innenausstattung entstand bei der Renovierung 1967. Der Gnadenaltar in der Mitte ist ein für die Oberpfalz typischer Akanthusaltar um 1700. Er birgt eine von silbernen Rosen eingerahmte gotische Marienstatue mit Jesuskind. Über der Madonna schwebt eine große Krone. Auf der Spitze des Altares befindet sich eine bärtige Gottvater-Gestalt mit Weltkugel und Heilig-Geist-Taube. An der linken Seite des Altares steht der hl. Josef mit Zimmermannssäge und an der rechten Seite der hl. Joachim mit zwei Opfertauben. Links und rechts vom Gnadenaltar befinden sich zwei weitere Akanthusaltäre. Sie wurden 1725 gestiftet. Der linke Seitenaltar stellt die Kreuzigung Christi dar, der rechte das Pfingstgeschehen. Vor dem Chorbogen hängt eine um 1700 entstandene Rosenkranzmadonna. Der Rosenkranz wurde 1916 erneuert. An der Chorbogenwand links steht noch eine barocke Madonna.

### Nebenaltäre
Die vier Altäre in den Kapellen des Langhauses stellen Johannes den Täufer in der Wüste mit dem heiligen Laurentius und dem heiligen Stephanus, die heilige Anna, die ihrer Tochter Maria Unterricht im Lesen erteilt, den heiligen Sebastian und den heiligen Franz Xaver, den heiligen Sebastian mit dem heiligen Leonhard und dem heiligen Nepomuk sowie den heiligen Josef mit dem heiligen Rochus und dem heiligen Florian dar. Die Malereien und die Skulptur des heiligen Josef entstanden Anfang des 18. Jahrhunderts und die Skulptur des heiligen Sebastian im 16. Jahrhundert.

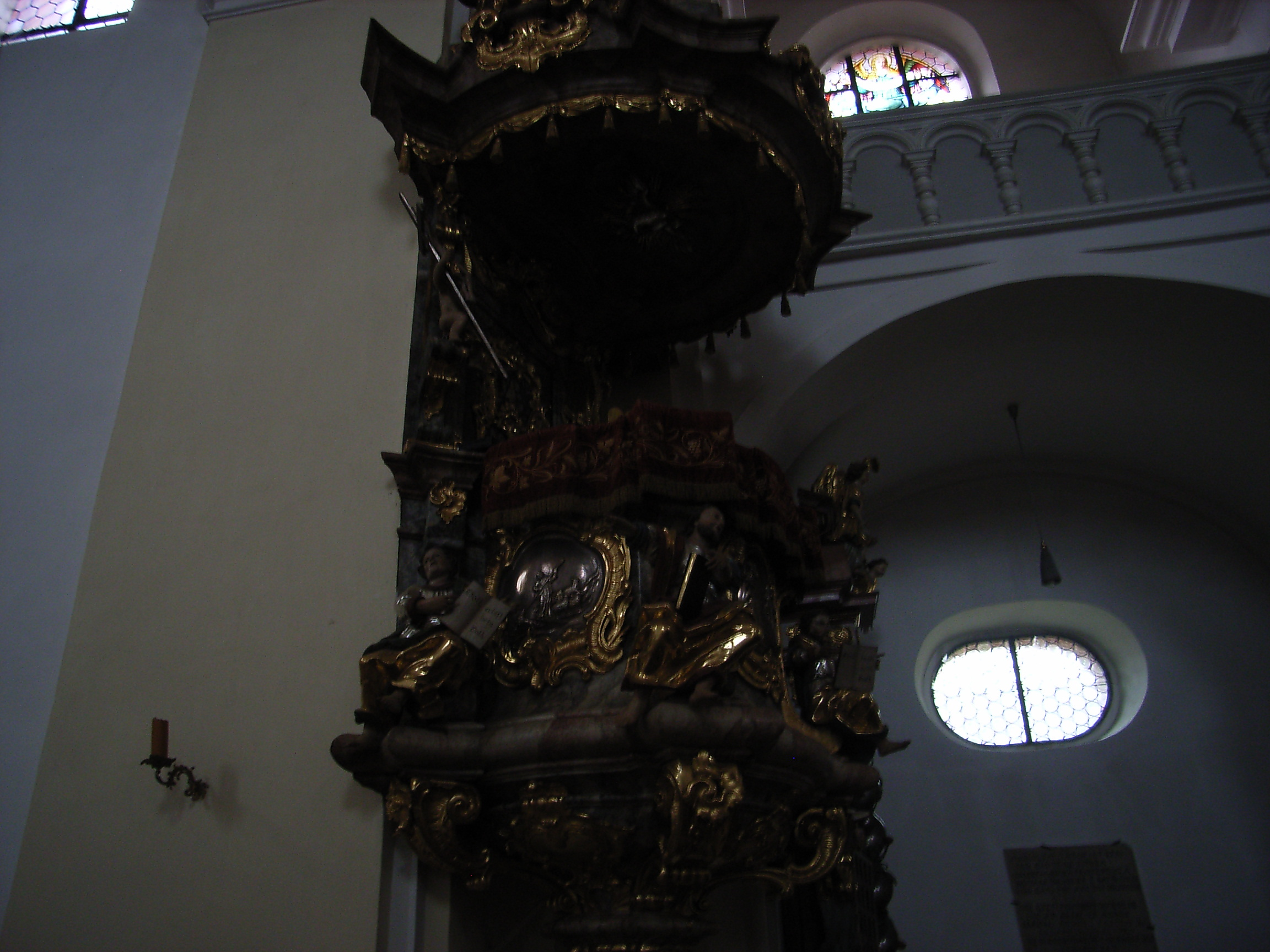
Eslarner Kirche Kanzel

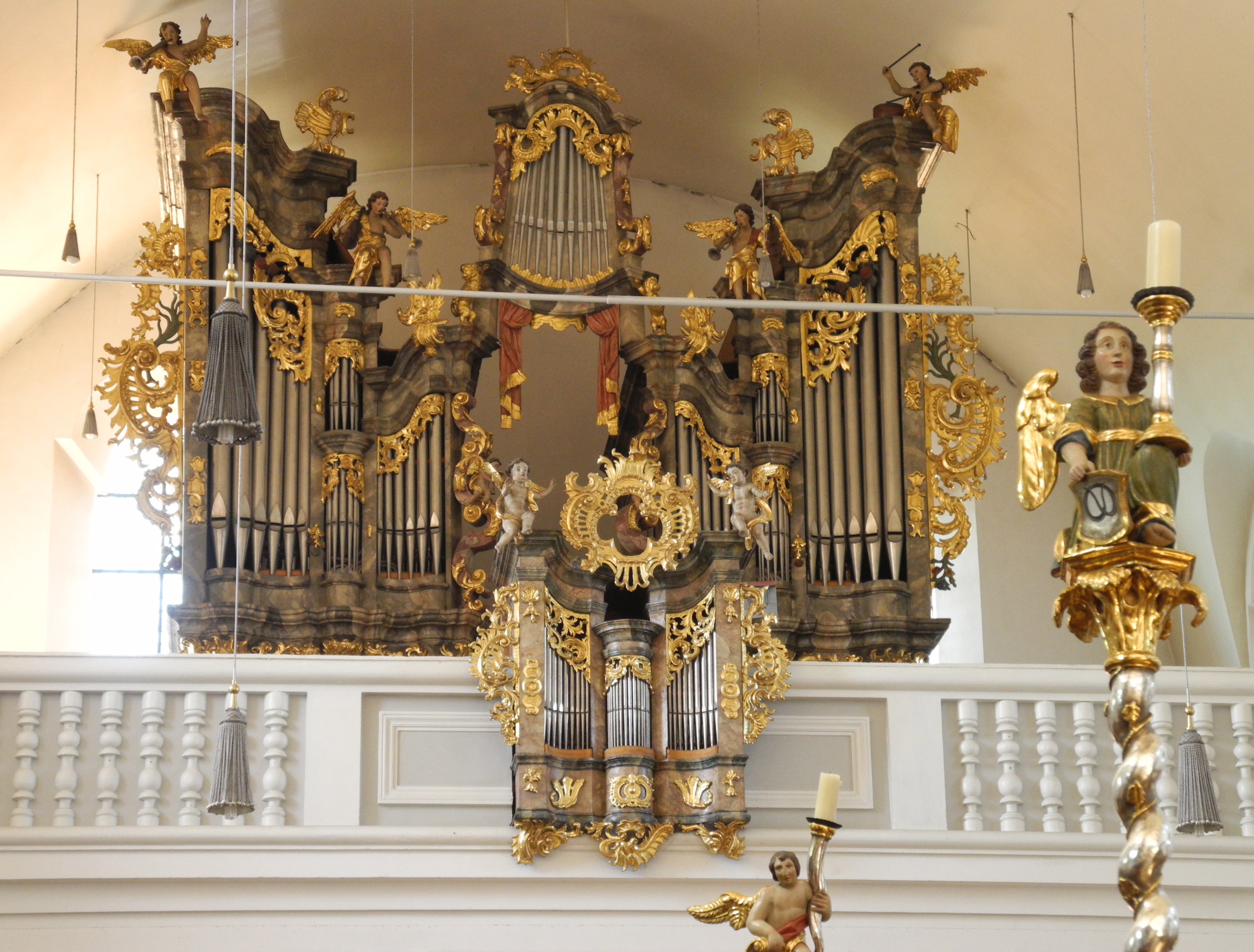
Orgelprospekt 1757 von Andreas Weiß

### Kanzel und Orgel
Die Kanzel 1759 und der Orgelprospekt 1757 wurden von Peter Bacher und Peter Hirsch aus Amberg angefertigt. Die Kanzel ist eine Holzschnitzerei des Rokoko. An der Kanzel befinden sich die Figuren der vier Evangelisten Matthäus, Markus, Lukas und Johannes. Zwischen ihnen sind kleine Reliefs biblischer Szenen: Die Stillung des Sturmes auf dem See Genezareth und die Gleichnisse vom Sämann und vom Guten Hirten. An der Kanzelrückwand stehen Engel mit dem Kreuz Christi und den Gesetzestafeln. Der Kanzeldeckel ist mit Putten in der Gestalt der vier Erdteile geschmückt. Auf dem Kanzeldeckel steht eine Figur des Apostels Paulus.
Die Orgel stammte ursprünglich aus der Werkstatt von Andreas Weiß aus Nabburg. 1973 baute Kaulmann ein neues Werk ein (24/III/P), 2021 wurde es von Orgelbau Rainer Kilbert renoviert und auf 26/III/P erweitert.

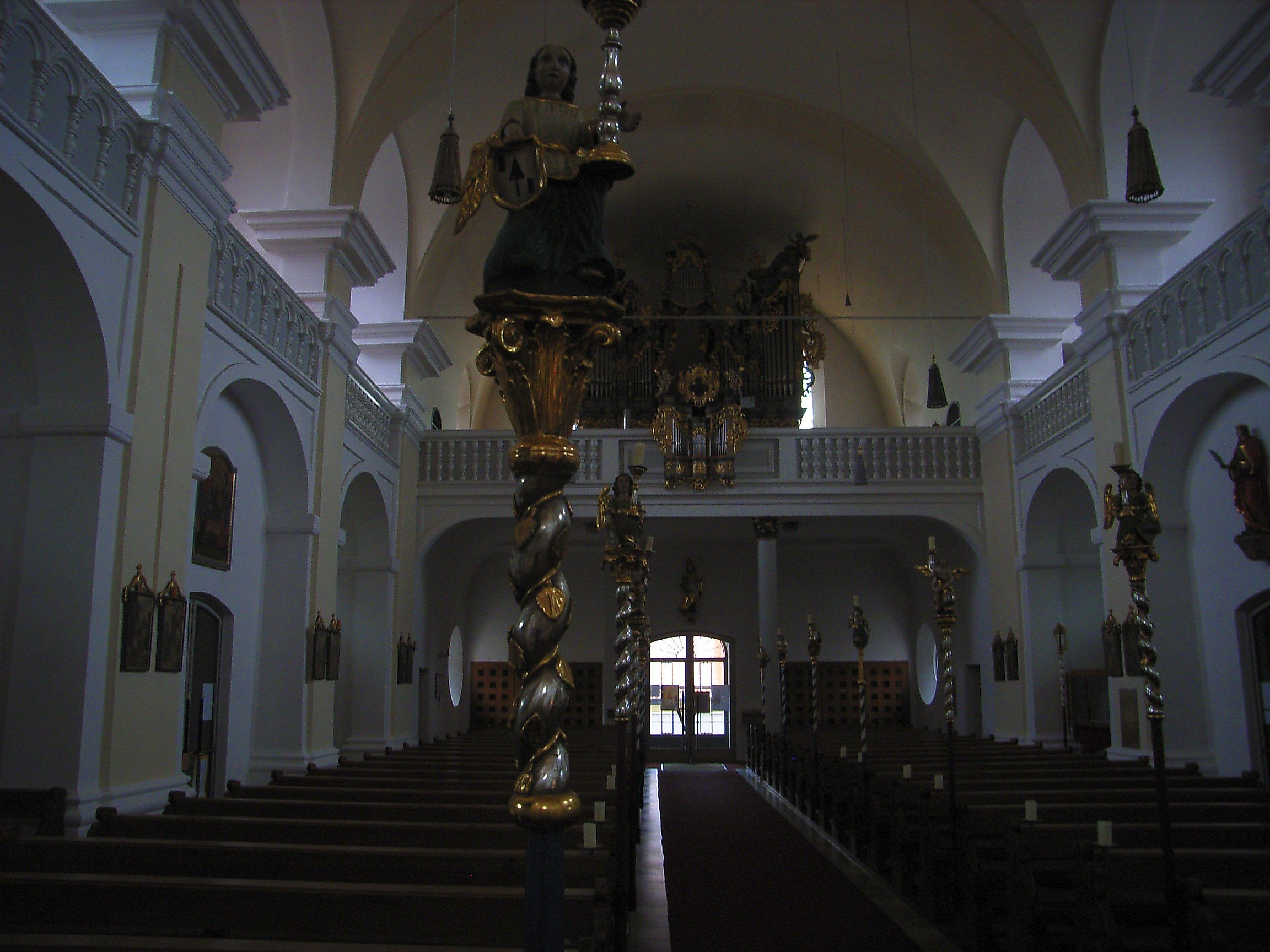
Eslarner Kirche Zunftstangen

### Zunftstangen
An beiden Seiten des Mittelganges stehen Zunftstangen aus dem 18. Jahrhundert mit je einem Leuchterengel, der das Wappen einer Zunft trägt. Die Eslarner Handwerker organisierten sich seit dem 16. Jahrhundert in Zünfte. Die älteste Zunftsatzung stammt aus dem Jahr 1543 und betrifft die Schneider von Eslarn, Moosbach und Waidhaus. Ihr folgten 1631 Handwerksordnungen für die Weißbäcker von Moosbach, Waidhaus, Burgtreswitz und Eslarn, 1677 für die Maurer und Zimmerer von Tännesberg, Moosbach und Eslarn, 1710 für die Tuchmachher von Tännesberg, Moosbach und Eslarn und 1772 für die Eslarner Müller, Metzger, Bäcker, Schuster, Schneider, Weber, Maurer, Zimmerer, Wagner, Schmiede, Schlosser, Schreiner, Glaser und Binder.
Bei den Zunftstangen in der Eslarner Kirche handelt es sich um 14 sogenannte Engelstangen. Diese tragen eine stehende oder kniende Engelfigur, die in der einen Hand einen relativ großen Kerzenleuchter und mit der anderen Hand ein Schild mit den Symbolen des jeweiligen Handwerkes hält. Pro Handwerk gibt es zwei Engelstangen mit gleichartigen Engeln, die sich gegenseitig anschauen. Die Engel der verschiedenen Handwerke sehen in Form, Farbe und Ausdruck unterschiedlich aus. Je zwei Vertreter eines Handwerks trugen diese Stangen auf gleicher Höhe auf der rechten und der linken Seite des Prozessionszuges. Die Maurer, Bäcker, Wagner, Schlosser, Schmiede und Metzger haben weibliche kniende Engel, die Schreiner weibliche stehende Engel und die Zimmerer männliche stehende Engel. Während die weiblichen Engel lange Gewänder tragen, sind die männlichen Engel nackt mit einem rot-goldenen Tuch um die Hüften. Die Eslarner Zunftstangen entstanden wahrscheinlich schon Ende des 18. Jahrhunderts. Der Künstler, der sie schuf, ist unbekannt. Sie wurden bis zum Anfang des 20. Jahrhunderts bei Prozessionen mitgetragen.

### Taufstein
Der Taufsteindeckel trägt eine plastische Darstellung der Taufe Jesu und ein Votivbild mit der Krönung Mariens, dem heiligen Leonhard und dem heiligen Wendelin aus dem Jahre 1743.